# Cung điện ở Gosławice
Cung điện ở Gosławice (tiếng Ba Lan: Pałac w Gosławicach) là một cung điện ở làng Gosławice, thuộc tỉnh Dolnośląskie, Ba Lan. Công trình kiến trúc này là một phần trong khu phức hợp cung điện, bao gồm một công viên có từ thế kỷ 19. Cả cung điện và công viên đều có tên trong danh sách di tích.

## Cung điện
Cung điện ở Gosławice được xây dựng vào giai đoạn 1860-1870 theo phong cách chiết trung, trên một mặt phẳng hình chữ nhật. Đây là một cung điện nhỏ, được sử dụng như một nơi nghỉ dưỡng vào mùa hè cho đến những năm 1940. Phía sau cung điện có một công viên. Cả cung điện và công viên được bao quanh bởi một bức tường đá.
Sau khi Chiến tranh thế giới thứ hai kết thúc, cung điện được chuyển thành tòa nhà hành chính và khu dân cư cho công nhân. Vào năm 1977, cung điện được cải tạo để trở thành một trung tâm đào tạo và giải trí. Sau đó, cung điện được bán cho một chủ sở hữu tư nhân.

## Công viên
Công viên cảnh quan phía sau cung điện có từ khoảng năm 1850 với diện tích khoảng 1,5 ha. Công viên này sở hữu một thảm thực vật phong phú bao gồm các loại cây như: cây phong, thông, keo, hạt dẻ, anh đào hay linh sam Douglas. Hiện nay, công viên còn có một đài phun nước và một vườn hoa đẹp mắt.

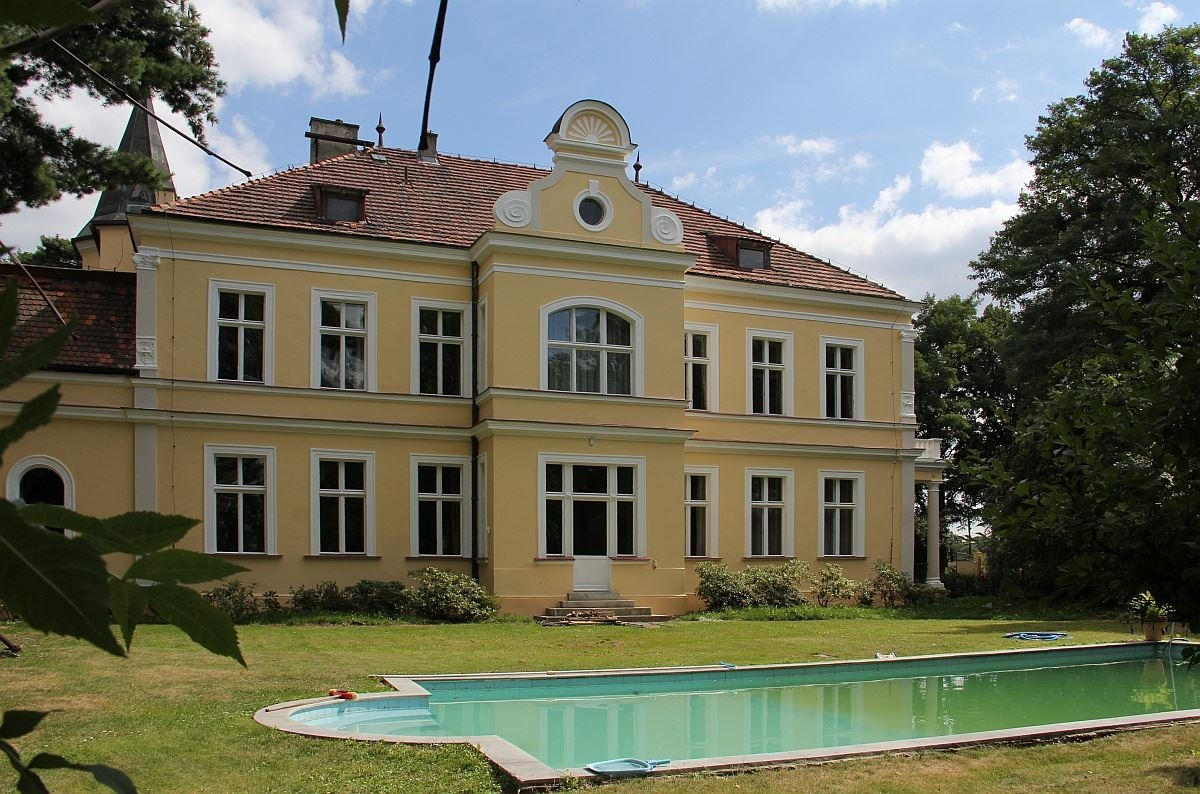
Nhìn từ công viên
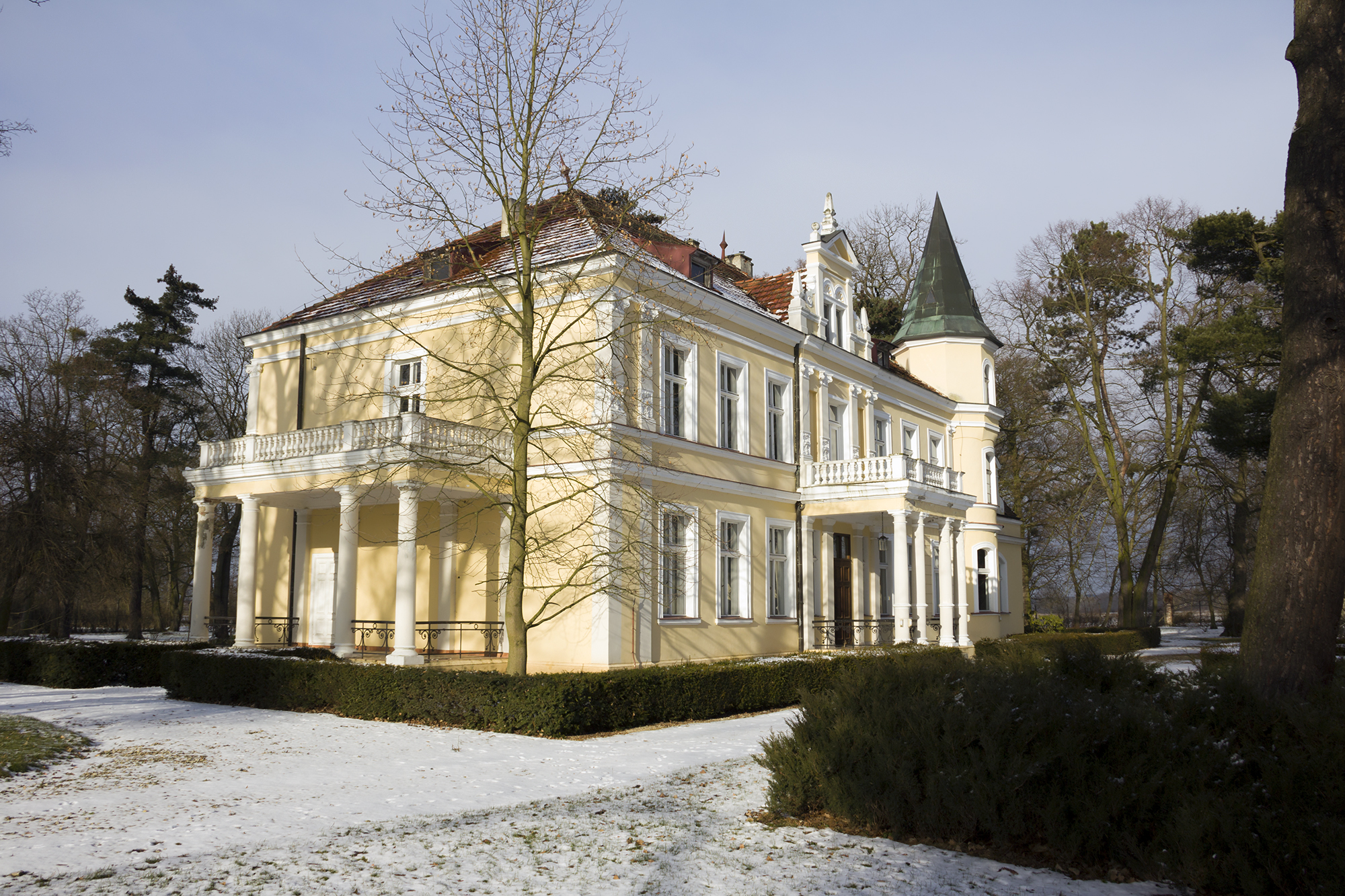
Mùa đông
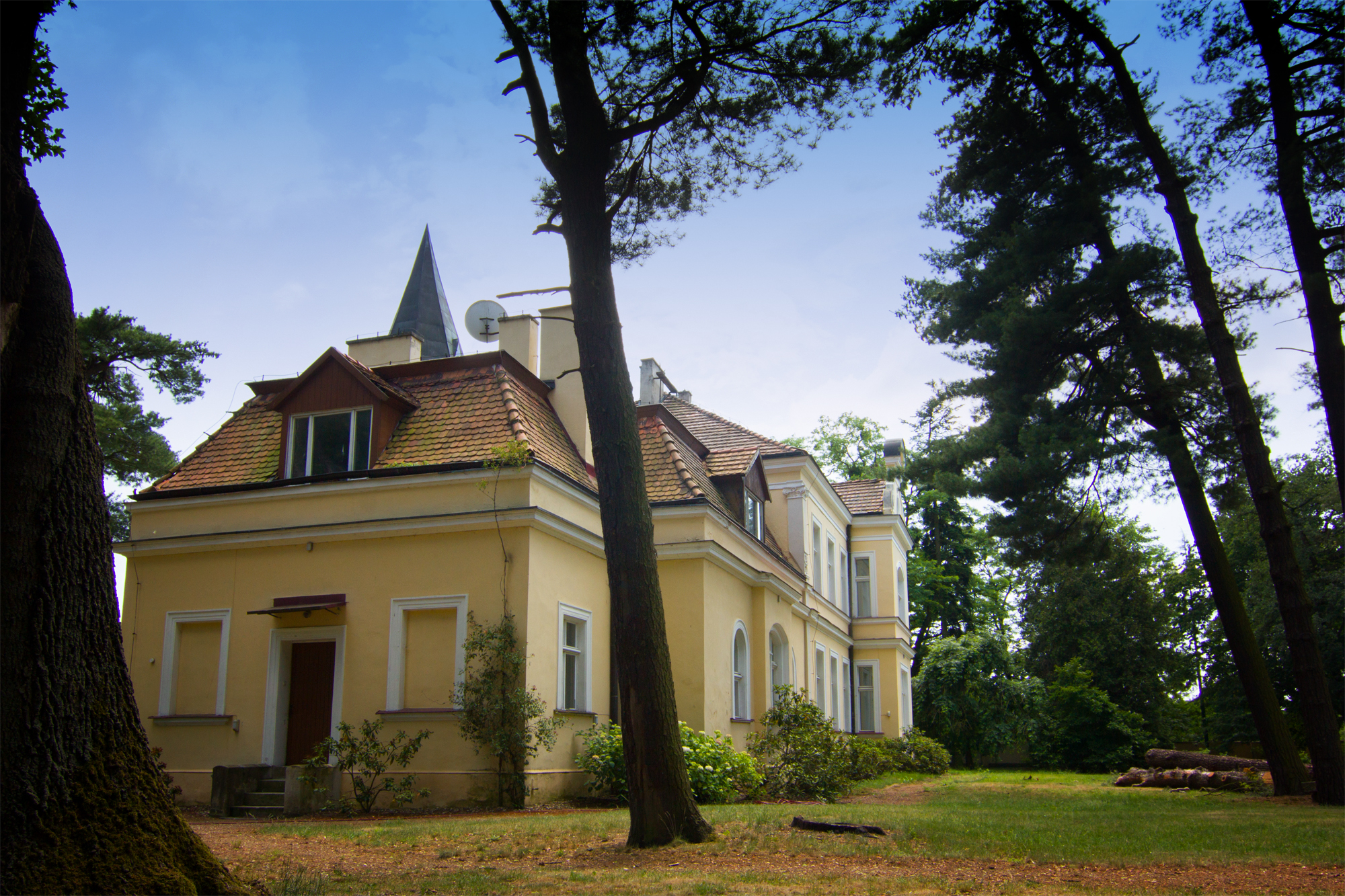
Các cây xanh lâu năm